# Acanthotetilla enigmatica
Acanthotetilla enigmatica är en svampdjursart som först beskrevs av Claude Lévi 1964.  Acanthotetilla enigmatica ingår i släktet Acanthotetilla och familjen Tetillidae.
Artens utbredningsområde är Moçambique. Inga underarter finns listade i Catalogue of Life.